# Tempo (Musik)

Die ersten beiden Takte von Mozarts Sonate KV 331, die als ursprüngliche Tempovorgabe die Worte „Andante grazioso“ tragen. Die nicht originale Tempobezeichnung (^{} = 120) bedeutet, dass der erste Satz der Sonate in einem Tempo von 120 Achtelnoten pro Minute zu spielen ist. Die beiden Takte enthalten formal 12 Achtelnoten, ihre Wiedergabe dauert also 6 Sekunden.

Das Tempo (italienisch „Zeit“, „Zeitmaß“; Plural: Tempi ['tɛmpi]; von lateinisch tempus), auch Zeitmaß, gibt in der Musik an, wie schnell ein Stück zu spielen ist, bestimmt also die absolute Dauer der Notenwerte. Da die Notenwerte der heutigen Notenschrift nur relative rhythmische Wertverhältnisse darstellen, bedarf es zur Bestimmung ihrer Dauer zusätzlich einer Tempobezeichnung. Die hierfür seit dem 17. Jahrhundert verwendeten, vorwiegend italienischen Bezeichnungen lassen jedoch den Interpreten Spielraum. Deshalb kann – erstmals eingesetzt von Beethoven – zur Präzisierung der Tempobezeichnung eine Metronomangabe hinzugefügt werden.
Viele Tempobezeichnungen sind zugleich Ausdrucksbezeichnungen, geben also auch über den beabsichtigten Charakter eines Musikstücks Auskunft.
Der tatsächliche Tempoeindruck eines Musikstücks ist indes ein Phänomen, das über die reine Schlagzahl pro Zeitspanne hinausweist und von anderen musikalischen und außermusikalischen Parametern mitbestimmt wird, insbesondere von den vorkommenden Rhythmen, der Dichte des musikalischen Satzes, aber auch von den gegebenen Räumlichkeiten sowie der Tagesform von Musikern und Zuhörern.

## Klassische Tempobezeichnungen
Ursprünglich wurde das Tempo nach Gefühl bestimmt, einzelne musikalische Traditionen hatten dazu spezielle Tempoworte, mit denen mittels Sprechdauer das Tempo mitgeteilt werden konnte. So verfügten etwa Haydn und Mozart über ein feingradiges System von über 300 Tempo-Modulen. Tempobezeichnungen in Form von in die Noten geschriebenen Eigenschaftswörtern kamen in der abendländischen Kunstmusik im 17. Jahrhundert auf. Da Italien zu jener Zeit lange das musikalische Innovationszentrum Europas war, etablierten sich italienischsprachige Tempo- und Ausdrucksbezeichnungen, die bis heute weltweit in der Musik üblich sind. Allerdings wurden in England und besonders in Frankreich eher Bezeichnungen in der jeweiligen Landessprache bevorzugt. Erst im 19. Jahrhundert – dem Zeitalter ausgeprägter Nationalstile – setzten dann auch einige deutsche Komponisten wie Schubert, Schumann, Brahms und Mahler neben den italienischen Bezeichnungen auch solche in deutscher Sprache ein. Aber auch schon Beethoven verwendete deutsche Spielanweisungen, so z. B. in seinen Klaviersonaten op. 90 und op. 101.
(ungefähr im Sinne zunehmender Geschwindigkeit angeordnet)
| italienische Bezeichnung | Bedeutung                         |
| ------------------------ | --------------------------------- |
| Langsame Tempi           |                                   |
| Larghissimo              | sehr breit                        |
| Grave                    | schwer                            |
| Largo                    | breit, langsam                    |
| Larghetto                | etwas breit (schneller als Largo) |
| Lento                    | langsam                           |
| Adagio                   | langsam, ruhig                    |
| Adagietto                | ziemlich ruhig, ziemlich langsam  |
| Mittlere Tempi           |                                   |
| Andante                  | ruhig gehend                      |
| Andantino                | ein wenig schneller als Andante   |
| Moderato                 | mäßig (bewegt)                    |
| Allegretto               | etwas langsamer als Allegro       |
| Schnelle Tempi           |                                   |
| Allegro                  | schnell, urspr. munter, fröhlich  |
| Vivace, vivo             | lebhaft, lebendig                 |
| Vivacissimo              | sehr lebhaft, sehr lebendig       |
| Presto                   | sehr schnell, geschwind           |
| Prestissimo              | äußerst schnell                   |

### Ergänzende Zusätze
Durch zugefügte Adjektive oder anderes kann die Tempoangabe zur Vortragsbezeichnung erweitert werden, zum Beispiel (alphabetische Auflistung ohne Anspruch auf Vollständigkeit):
- assai = ziemlich, sehr
- amoroso = lieblich, liebevoll, mit Leidenschaft, mit Liebe, amourös
- cantabile = gesanglich
- comodo = gemächlich
- con brio = mit Schwung (oft auch als „mit Feuer“ übersetzt)
- con dolore = mit Schmerz
- con espressione = mit Ausdruck
- con fuoco = mit Feuer
- con moto = mit Bewegung
- con spirito / spiritoso = belebt, feurig
- espressivo = ausdrucksvoll
- furioso = rasend, wütend, wahnsinnig
- giocoso = freudig, verspielt
- giusto = angemessen
- grazioso = graziös, mit Grazie
- impensierito = nachdenklich
- lesto = flink, behände
- lugubre = traurig, klagend
- maestoso = majestätisch
- ma non tanto = aber nicht sehr
- ma non troppo = aber nicht zu sehr, aber nicht zu viel
- marcato = markant
- meno = weniger
- meno mosso = weniger bewegt
- moderato = gemäßigt
- molto = viel, sehr
- morendo = ersterbend
- mosso = bewegt
- non tanto = nicht sehr
- non troppo = nicht zu sehr
- pesante = schwer, wuchtig
- più = mehr
- poco = etwas, ein wenig
- poco a poco = nach und nach
- quasi = gleichsam
- risoluto = entschlossen, zupackend
- scherzando = heiter
- sostenuto = nachdrücklich, gehalten, getragen, zurückhaltend, gewichtig
- subito = plötzlich
- teneramente = zart, zärtlich
- tempo giusto = im angemessenen (üblichen) Zeitmaß
- tranquillo = ruhig
- un poco = ein wenig

### Tempoänderungen
| Ausdruck                                             | Bedeutung                                            |
| ---------------------------------------------------- | ---------------------------------------------------- |
| Bezeichnungen der Beschleunigung                     |                                                      |
| accelerando (accel.)                                 | beschleunigend                                       |
| affrettando                                          | eilend                                               |
| incalzando                                           | antreibend                                           |
| più mosso                                            | bewegter                                             |
| poco più                                             | etwas mehr                                           |
| stringendo (string.)                                 | eilend, vorwärts drängend                            |
| Bezeichnungen der Verlangsamung                      |                                                      |
| allargando                                           | breiter (und lauter) werdend                         |
| calando                                              | langsamer und leiser werdend                         |
| largando                                             | siehe allargando: langsamer, breiter werdend         |
| meno mosso                                           | weniger bewegt                                       |
| più lento                                            | langsamer                                            |
| poco meno                                            | etwas weniger                                        |
| rallentando (rall.)                                  | verbreiternd, verlangsamend                          |
| ritardando (rit.)                                    | langsamer werdend                                    |
| ritenente                                            | zögernd                                              |
| ritenuto                                             | zurückhaltend                                        |
| slentando                                            | dämpfend                                             |
| strascinando                                         | schleppend, geschleift                               |
| Bezeichnungen für freies Tempo                       |                                                      |
| a bene placito                                       | nach Wohlgefallen                                    |
| a capriccio                                          | der Laune folgend                                    |
| a piacere (auch: a piacimento)                       | nach Gefallen; frei im Tempo                         |
| a suo arbitrio / comodo / placito                    | nach Gutdünken / Bequemlichkeit / Belieben           |
| ad libitum                                           | nach freier Wahl                                     |
| colla parte                                          | einer freien Stimme folgend                          |
| rubato                                               | frei, nicht im strengen Zeitmaß                      |
| senza misura                                         | ohne Metrum                                          |
| senza tempo                                          | ohne (festgelegtes) Tempo                            |
| suivez                                               | folget! (nämlich einer frei vortragenden Solostimme) |
| Bezeichnungen für Rückkehr zum zuvor gegebenen Tempo |                                                      |
| a battuta                                            | im Takt                                              |
| a tempo                                              | im ursprünglichen Zeitmaß                            |
| al rigore di tempo                                   | strikt im Tempo                                      |
| misurato                                             | Wiedereintritt strenger Taktordnung                  |
| tempo primo/tempo I                                  | das Anfangstempo wieder aufnehmen                    |
| weitere Tempobezeichnungen                           |                                                      |
| alla breve                                           | zur Hälfte (statt zwei Zählzeiten nur noch eine)     |
| doppio movimento                                     | doppelt so schnell                                   |
| doppio più lento                                     | halb so schnell                                      |

## Tempoangaben mit Zahlen
Eine Beziehung zwischen Puls bzw. Pulsfrequenz und der Musik (genauer den Tempograden der damaligen Mensuralmusik) fand bereits um 1450 der Medizinprofessor Michele Savonarola.
Zur genaueren Fixierung der Tempi erfand Johann Nepomuk Mälzel um 1815 das Metronom, mit dem der Grundschlag hör- und sichtbar gemacht werden konnte. Die Metronomzahl (abgekürzt mit M. M. = Mälzels Metronom) gibt an, wie viele Schläge pro Minute der Grundpuls hat.
Zuvor publizierten auch schon Frédéric Thiémé und C. Mason über genaue, auf die italienischen Bezeichnungen bezogene, Tempoangaben unter Benutzung eines Pendels, während Johann Joachim Quantz 1752 an einem Pulsschlag von 80 Schlägen pro Minute orientierte metrische Angaben gemacht hatte.
In der Regel sind auf der Skala von Metronomen Tempobezeichnungen angegeben, die einem bestimmten Bereich zugeordnet sind. Die Zuordnung ist nur ungefähr platziert und nicht durch bestimmte Werte eindeutig begrenzt. Die Wertebereiche schwanken zum Teil erheblich, abhängig vom Zeitalter, dem Kulturkreis und dem Fabrikat. Selbst die Tempostaffelung weicht voneinander ab, wie die Position des „Larghetto“ zeigt. Alle Bereiche sind daher eher als Hinweise denn als verbindliche starre Regel anzusehen.
Die Tabelle übernimmt die auf den Skalen der beispielhaft abgebildeten Metronome angegebenen Tempobezeichnungen und Werte.
| 21. Jahrhundert, japanisch | 21. Jahrhundert, japanisch | 20. Jahrhundert, deutsch | 20. Jahrhundert, deutsch | 19. Jahrhundert, französisch | 19. Jahrhundert, französisch |
| Bezeichnung                | Wert                       | Bezeichnung              | Wert                     | Bezeichnung                  | Wert                         |
| -------------------------- | -------------------------- | ------------------------ | ------------------------ | ---------------------------- | ---------------------------- |
| Grave                      | 040–44                     |                          |                          |                              |                              |
| Largo                      | 044–48                     | Largo                    | 040–60                   | Largo                        | 042–70                       |
| Lento                      | 048–54                     |                          |                          |                              |                              |
| Adagio                     | 054–58                     |                          |                          |                              |                              |
| Larghetto                  | 058–63                     | Larghetto                | 060–66                   |                              |                              |
| Adagietto                  | 063–69                     | Adagio                   | 066–76                   |                              |                              |
| Andante                    | 069–76                     |                          |                          | Larghetto                    | 070–98                       |
| Andantino                  | 076–84                     | Andante                  | 076–108                  |                              |                              |
| Maestoso                   | 084–92                     |                          |                          |                              |                              |
| Moderato                   | 092–104                    |                          |                          | Adagio                       | 098–124                      |
| Allegretto                 | 104–116                    | Moderato                 | 108–120                  |                              |                              |
| Animato                    | 116–126                    |                          |                          |                              |                              |
| Allegro                    | 126–138                    | Allegro                  | 120–168                  | Andante                      | 124–152                      |
| Assai                      | 138–152                    |                          |                          |                              |                              |
| Vivace                     | 152–176                    | Presto                   | 168–200                  | Allegro                      | 152–180                      |
| Presto                     | 176–200                    |                          |                          | Presto                       | 180–208                      |
| Prestissimo                | ≥ 208                      | Prestissimo              | 200–208                  |                              |                              |

In der Unterhaltungsmusik aber auch im Bereich der elektronischen Musik wird die Abkürzung BPM (= Beats per minute) verwendet.
Die Angabe des Tempos in genaueren Zahlenwerten erleichtert Produzenten das Erstellen von Remixen, DJs das Ineinandermischen mehrerer Lieder und Rappern das Einspielen einer weiteren Tonspur zum aktuellen Beat.

## Definition der GrößeTempo
Physikalisch lässt sich die Größe Tempo sehr einfach definieren. Bei konstantem Tempo ist die Größe Tempo definiert durch die Anzahl der gleichen Notenwerte eines Stückes, geteilt durch das Zeitintervall, in dem diese Notenwerte gespielt werden:
{\displaystyle {\text{Tempo}}={\frac {\text{Anzahl der Notenwerte}}{\text{Zeitintervall}}}}
Die Größe Tempo ist eine Physikalische Größe, genauer eine Quotientengröße. Wie alle physikalischen Größen ist sie das Produkt aus einem Zahlenwert und einer Maßeinheit, zum Beispiel
{\displaystyle {\text{Tempo}}=120\;{\frac {\text{Achtelnoten}}{\text{Minute}}}}, in musikalischer Notation  = 120.
{\displaystyle 120} ist der Zahlenwert, {\displaystyle {\frac {\text{Achtelnoten}}{\text{Minute}}}} die Maßeinheit.
Die Größe Tempo ist, wie alle physikalischen Größen, unabhängig von der Einheit, in der sie angegeben wird. Da {\displaystyle 2\;{\text{Achtelnoten}}=1\;{\text{Viertelnote}}} sind, gibt die folgende Formel das gleiche Tempo an:
{\displaystyle {\text{Tempo}}=60\;{\frac {\text{Viertelnoten}}{\text{Minute}}}}, in musikalischer Notation  = 60.
Da außerdem {\displaystyle 1\;{\text{Minute}}=60\;{\text{Sekunden}}} gilt, wäre für dieses Beispiel
{\displaystyle {\text{Tempo}}=2\;{\frac {\text{Achtelnoten}}{\text{Sekunde}}}}
die gleiche Tempoangabe. Die in der Musik übliche Zeiteinheit für das Tempo ist allerdings durchweg die Minute.
Die obige Definitionsformel für das Tempo ergibt umgeformt das Zeitintervall, die Dauer des Stückes:
{\displaystyle {\text{Zeitintervall}}={\frac {\text{Anzahl der Notenwerte}}{\text{Tempo}}}}.
Je höher das Tempo, desto kürzer die Spieldauer. Daraus wird ersichtlich, dass die Größe Tempo eigentlich kein Zeitmaß ist, sondern, wie die bekannte Größe Geschwindigkeit, die beispielsweise das Tachometer im Auto anzeigt, ein Geschwindigkeitsmaß.
Das in der Unterhaltungsmusik gebräuchliche Geschwindigkeitsmaß Beats per minute lässt sich analog definieren durch
{\displaystyle {\text{Tempo}}={\frac {\text{Anzahl der Beats}}{\text{Zeitintervall}}}}.
Mit der Bezeichnung Beats per minute, also Schläge pro Minute, legt man sich von vornherein auf eine Maßeinheit fest. Offen bleibt bei dieser Definition, was mit Beats per minute gemeint ist. In Handbuch des bekannten Notensatzprogramms MuseScore zum Beispiel findet sich dazu eine eindeutige Anmerkung: „BPM wird immer in Viertelnoten-Schlägen pro Minute gemessen und angezeigt, unabhängig von der geltenden Taktart (Nenner der Taktart).“

## Tempo-Interpretation und Aufführungspraxis in der klassischen Musik
Siehe auch Historische Aufführungspraxis: Tempi

„[Tempo ist] das nothwendigste und härteste und die hauptsache in der Musique.“

Bevor das Metronom erfunden wurde, stützte sich die Musik der Klassik auf ein Tempo-System aus den „natürlichen Tempi der Taktarten“, den kleinsten Notenwerten (ein Stück war etwa langsamer, wenn es Zweiunddreißigstel enthielt, als wenn es überwiegend nur aus Sechzehnteln oder gar Achteln bestand) und als drittem Faktor den italienischen Tempowörtern, die die ersten beiden Angaben modifizierten. Ebenso verzichtete später Brahms auf Metronomzahlen, obwohl entsprechende Apparate verfügbar waren. Aber auch bei Musikstücken, die mit Metronomangaben versehen sind, wird das Tempo in einigen Fällen abweichend von den notierten Werten interpretiert.

### Einfluss der Taktart
Ein „Andante 3/8“ ist in der Musik der Klassik z. B. schneller als ein „Andante 3/4“ – und dieses ist schneller als ein „Andante 4/4“. Ebenso ist es mit den Taktarten 2/2, 2/4 und 2/8. Ein Allegro im barocken C-Takt ist langsamer als eines im klassischen und modernen C oder 4/4 („Der grosse Viervierteltackt ist von äußerst schwerer Bewegung und Vortrag, und wegen seines Nachdrucks vorzüglich zu grossen Kirchenstücken, Chören und Fugen geschickt“).

### Einfluss der Art des Musikstücks
Chopin hat Walzer und Polonaisen geschrieben, die beide im 3/4-Takt stehen. Zum Beispiel ist das Tempo der Polonaise op. 40, Nr. 2 mit Allegro maestoso angegeben, das des Walzers op. 69, Nr. 1 mit Lento. Die Polonaise wird üblicherweise langsamer gespielt als der Walzer. Dies rührt daher, dass das standardmäßige Grundtempo (tempo giusto) eines Walzers erheblich schneller ist als das einer Polonaise. So kann etwa über einem Walzer auch einfach nur Tempo di valse stehen, oder über einem Menuett Tempo di minuetto, da sich insbesondere bei als Tanz konzipierten Kompositionen wie Menuett, Walzer oder Polonaise das Tempo schon aus dem Charakter dieses Stückes ergibt.
Aus diesem und vielen ähnlichen Beispielen geht hervor, dass der Typus des betreffenden Stücks für die korrekte Interpretation der Tempobezeichnung eine entscheidende Rolle spielt.

### Metronomangaben von Komponisten
Während Metronomangaben anonymer Herkunft oder von Herausgebern stammende allenfalls unverbindliche Vorschläge sein können, kommt den vom Komponisten selbst angegebenen Metronomzahlen wegen ihrer Authentizität ein weit höheres Maß an Verbindlichkeit zu, so dass ein auf Werktreue bedachter Interpret sich im Allgemeinen daran halten wird. Beethoven war der erste klassische Komponist, der Teile seiner Werke mit Metronomangaben versah. 25 seiner Werke bestückte er (teils nachträglich) mit Tempoangaben nach der Mälzel-Skala.
Es sind aber auch Fälle denkbar, bei denen in der Aufführungspraxis von den Angaben des Komponisten abgewichen wird, wenn diese nämlich zu unbefriedigenden Ergebnissen führen oder gar den Verdacht erwecken, die vom Komponisten beabsichtigte Wirkung nicht korrekt wiederzugeben. Des Weiteren werden – gerade für Werke, die während der Anfangszeit des Metronoms entstanden – Defekte, Bedien- oder Ablesefehler diskutiert. Ein berühmt-berüchtigtes Beispiel ist Beethovens Metronomangabe zum ersten Satz seiner Hammerklaviersonate ( = 138). Fast alle Interpreten sind sich darüber einig, dass dieses Tempo übertrieben schnell ist, und spielen deutlich langsamer. Auch Beethovens Symphonien werden allgemein langsamer gespielt von Beethoven angegeben – selbst in der historischen Aufführungspraxis. Eine mögliche Interpretation besagt, dass Beethoven versehentlich die Metronomenzahl unterhalb anstatt oberhalb des Gewichts notierte. Auch bei Schumanns Kinderszenen gibt es kaum einen Pianisten, der mit den von ihm selbst vorgeschriebenen Metronomangaben spielt.

#### Historische Bedienungsanleitungen
Zur Frage, wie die Metronomangaben der klassischen Musik zu verstehen sind, greifen Musikwissenschaftler unter anderem auf historische Bedienungsanleitungen zurück.
Mälzel, der selbst Pianist war, schrieb in seinen Directions for using Maelzel’s Metronome hinsichtlich der Verwendung des Metronoms, übersetzt von der Allgemeinen musikalischen Zeitung: „so schiebt man das Gewicht, [...] [bis] ein Platz [...] gefunden wird, auf welchem der Pendel genau in dem Grade der Geschwindigkeit schlägt, welcher bey der Ausführung für die gehörige Bewegung geachtet wird; doch ist dieses so zu verstehen, dass in diesem, wie in jedem anderen Falle, jeder einzelne Schlag als ein Theil des beabsichtigten Zeitmasses anzusehen, und als solcher zu zählen sey; also nicht die beyden (durch die Bewegung von einer zur andern Seite) hervorgebrachten Schläge.“ () Carl Czerny, Schüler Beethovens, notierte in seiner Klavierschule op. 500, Vom Gebrauch des Mälzel’schen Metronoms (Taktmessers): „man spielt jede Viertelnote genau nach den hörbaren Schlägen des Metronoms.“ Gottfried Weber, der ein Fadenpendel zum Selbstbau propagiert und mit Mälzel um die Art das Tempo zu bezeichnen konkurriert, schrieb am 19. Juni 1817 in der (Wiener) Allgemeinen Musikalischen Zeitung: „Die Bezeichnungsart kann übrigens auch nie missverstanden werden, wenn man nur beständig dem Grundsatze treu bleibt, dass jeder Pendelschlag immer einen Tacttheil bedeuten soll […]“ Der Musikwissenschaftler Adolf Bernhard Marx im Artikel Chronometer der Encyclopädie der gesammten  musikalischen Wissenschaften 1835: „Der Componist schiebt nun, um das Tempo zu bezeichnen, jenes Bleigewicht auf einen größern oder geringern Bewegungsgrad […], und bestimmt über dem Anfange seines Tonstücks, daß die Viertel, oder Achtel, oder halbe Noten etc. in demselben so lange dauern sollen, als ein Pendelschlag des Metronomen.“

#### Zur metrischen Theorie
Die metrische Theorie Retze Talsmas und seiner Mitstreiter besagt, dass sich die Metronomangaben auf eine ganze Schwingungperiode des Metronom-Pendels bezögen, also auf eine volle Hin- und Herbewegung, weshalb die bisher angenommenen Metronom-Angaben halbiert werden müssen („Wiedergeburt der Klassiker“). Aus Sicht der Vertreter der metrischen Theorie meint also ein Schlag, wie in der obigen Quellen zitiert, nicht die Pendelbewegung von einer Seite zur anderen, sondern – wenn auch nicht ausdrücklich – die volle Hin- und Herbewegung. Er bezog dies aber nur auf die schnellen Sätze (Allegro, Presto usw.), weitere Mitstreiter wendeten die Lesart jedoch auch auf langsamere Tempi an. Motiviert ist diese Lesart unter anderem durch scheinbar unrealistisch hohe Tempoangaben einzelner Werke der klassischen Musik.
Diese Theorie erhält jedoch Widerspruch von Musikwissenschaftlern, darunter Wolfgang Auhagen und Klaus Miehling. Die Bedienungsanleitung von Mälzel sei in dieser Hinsicht eindeutig und lasse den Schluss der metrischen Theorie nicht zu. Historische Rezensionen gehen bereits auf die schnellen und für den Interpreten herausfordernden Tempi einzelner Stücke ein, was diese Theorie ebenfalls unplausibel erscheinen lasse. Auch existieren zahlreiche notierte Aufführungsdauern aus dem 18. und frühen 19. Jahrhundert, die ebenfalls nicht zur Theorie der tempohalbierten Metronomensart passen.